# Rhytidoponera tenuis
Rhytidoponera tenuis é uma espécie de formiga do gênero Rhytidoponera.